# Cynoglossum borbonicum
Cynoglossum borbonicum là loài thực vật có hoa trong họ Mồ hôi. Loài này được (Lam.) Bory mô tả khoa học đầu tiên năm 1804.